# 普伊格罗斯
普伊格罗斯，是西班牙加泰罗尼亚莱里达省的一个市镇。 总面积10平方公里，总人口269人（2001年），人口密度27人/平方公里。